# Lars Fredrik Odell
Lars Fredrik Odell, född 8 augusti 1830 i Kristinehamns församling, Värmlands län, död 19 juli 1922 på Frösvidals herrgård i Kils församling, Örebro län (folkbokförd i Hardemo församling, Örebro län), var en svensk lantbrukare och riksdagsman.
Odell var lantbrukare i Skankerud i Hardemo socken. Som riksdagsman var han ledamot av andra kammaren 1885–1893, invald i Edsbergs, Grimstens och Hardemo häraders valkrets. Han var gift med Johanna Bengtsson (1830–1910) och far till godsägaren Efraim Odell (1871–1960).